# Deventer koek
De Deventer koek, vroeger gespeld als Deventerkoek, is een aan ontbijtkoek verwante lekkernij uit de Nederlandse stad Deventer. De koek werd vanouds volgens strenge gemeentelijke aanwijzingen gebakken. Dit moest zorgen voor constante kwaliteit en een lange houdbaarheid. De lekkernij is een bekend icoon van Deventer, dat als bijnaam de Koekstad heeft.

## Geschiedenis
De geschiedenis van de Deventer koek gaat terug tot in de middeleeuwen: de eerst bekende 'ordonnantie' die voorschriften gaf voor het koekbakkersbedrijf dateert van 1417. Er werd koek verhandeld naar Hanzesteden als Bergen in Noorwegen. Al in de zestiende eeuw had de stad een gilde van koekbakkers. In 1593 waren er dertien koekbakkers in de stad en in 1637 had het gilde zelfs vijfentwintig leden. In die tijd werden er soms meer dan 700.000 koeken per jaar geëxporteerd naar de grote Hollandse steden. In de achttiende eeuw bedroeg de productie zo'n 200.000 tot 400.000 koeken per jaar. Bakkerij Klopman was toen een belangrijke producent, in Noord-Nederland noemde men de Deventer koeken wel 'klopmannetjes'.

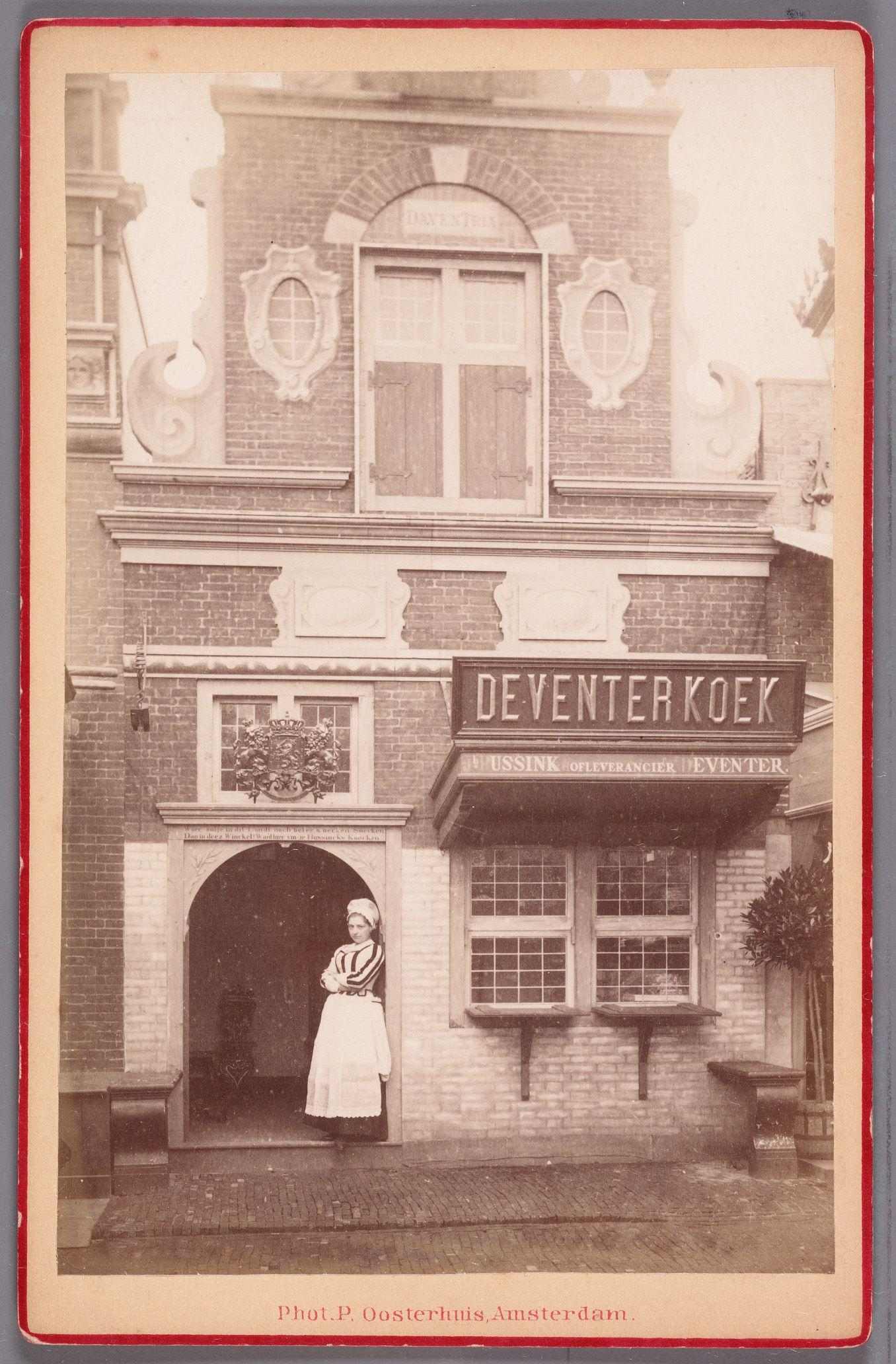
Winkel van firma Bussink, circa 1887

Jacob Bussink nam in 1820 een bakkerij over die haar oorsprong had in 1593. Rond 1900 afficheerde koekbakker Klopman Baerselman zich als 'De Oudste fabriek Van Echte Deventerkoek'. Bakkerij Coelingh noemde haar koek terzelfder tijd in reclames 'wereldberoemd'.
De koekbakkerij van Bussink was tot 1952 gevestigd aan de Korte Assenstraat in de binnenstad.

## Heden
Sinds 1952 wordt de koek gebakken in een fabriek aan de Hanzeweg. Het is een opvallend pand in wederopbouwstijl van de architect J.D. Postma. Het bedrijf is sinds 1975 onderdeel van Continental Bakeries. Aan de Brink in het centrum van Deventer is een winkeltje gevestigd waar koek uit deze fabriek wordt verkocht. In 2013 werd in Deventer een nieuwe kruidkoek geïntroduceerd die volgens een meer dan honderd jaar oud recept wordt gebakken door een plaatselijke ambachtelijke bakkerij. 

## Aandacht in dichtvorm
- Op een zilveren beker van het Deventer Koekbakkersgilde uit 1659 staat een rijm over 'die Deventer koecken':

Die Deventer koecken zijn door geheel Holant zeer gepresen
Omdat zij door eenen mengher ghemenght moeten wesen
Maar de Hollanders diese willen na maeken
Die schorten niet Als zij konnen die smack niet raecken
Daerom soo zijn de Deventer koecken van eenen stof
Maer de een backer bult fien ende een ander grof
- Liedkunstenaar Drs. P schreef in 1980 een gelegenheidsgedicht over de Deventer koek, door hem op de oude wijze gespeld als 'Deventerkoek'.[2][3]